# کیم جین-هیون (بازیکن فوتبال)
کیم جین-هیون (انگلیسی: Kim Jin-Hyeon؛ زاده ۶ ژوئیهٔ ۱۹۸۷) یک بازیکن فوتبال اهل کره جنوبی است.
وی همچنین در تیم‌های ملی فوتبال کره جنوبی کره جنوبی کره جنوبی بازی کرده‌است.